# Corbeil-Cerf
Corbeil-Cerf is een gemeente in het Franse departement Oise (regio Hauts-de-France) en telt 290 inwoners (1999). De plaats maakt deel uit van het arrondissement Beauvais.

## Geografie
De oppervlakte van Corbeil-Cerf bedraagt 3,9 km², de bevolkingsdichtheid is 74,4 inwoners per km².
De onderstaande kaart toont de ligging van Corbeil-Cerf met de belangrijkste infrastructuur en aangrenzende gemeenten.

## Demografie
Onderstaande figuur toont het verloop van het inwonertal (bron: INSEE-tellingen).